# ذا سورج 2
سورج 2 (بالإنجليزية:The Surge 2)، هي لعبة فيديو من نوع أكشن تقمص الأدوار، وهي من تطوير ستوديو ديك13 إنتراكتيف الألمانية، وسينشر اللعبة فوكس هوم انتراكتيف بتاريخ 24 سبتمبر 2019، وهي الجزء الثاني من سلسلة ذا سورج، وتعمل على منصات بلاي ستيشن 4، إكس بوكس ون ومايكروسوفت ويندوز.

## معرض الصور

طريقة ضرب الخصوم في اللعبة